# Alan Baker
Alan Baker (Londres, 19 d'agost de 1939 - Cambridge, 4 de febrer de 2018) fou un matemàtic anglès, conegut pel seu treball sobre mètodes efectius en la teoria de nombres, en particular, aquells relacionats amb la teoria de la transcendència. També s'interessà també per camps relacionats amb les equacions diofàntiques.
Fou guardonat amb la Medalla Fields el 1970, quan tenia 31 anys. La seva trajectòria acadèmica començà com a estudiant de Harold Davenport, al University College de Londres, traslladant-se posteriorment a la Universitat de Cambridge.
Cap a l'any 2007 exercí docència al Trinity College de Cambridge. A més, fou un destacat membre de la Royal Society i de la Indian National Science Academy. Entre els seus estudiants convé destacar a John Coates, David Masser, Roger Heath-Brown, Yuval Flicker i Cameron Stewart.